# أشلي جونسون
أشلي جونسون (بالإنجليزية: Ashley Johnson)‏ هي ممثلة ومدبلجة صوت ومغنية أمريكية ولدت في يوم 9 أغسطس 1983 في مدينة كاماريلو، فينتورا، كاليفورنيا في الولايات المتحدة، مثلت في عدة مسلسلات وأفلام منها مسلسل آلام النمو في 1992 وفلم ما تريده النساء في سنة 1999 حيث لعبت دور ابنة ميل جبسون ومسلسل الكرتوني الفسحة وبن 10: إليين فورس وبن 10: ألتيمت إليين وبن 10 أومنيفرس ومراهقو التايتنز ومثلت في فيلم المنتقمون في 2012 وأدت صوت إيلي في لعبة ذا لاست أوف أس.

## الأعمال

### أفلام
- ما تريده النساء
- برازرز سولومون
- المنتقمون
- تعليمات

### مسلسلات
- آلام النمو
- روزان
- الفسحة
- إي آر
- لؤي في الفضاء
- روزويل
- آلي مكبيل
- مراهقو التايتنز
- مونك
- سي اس آي: التحقيق في موقع الجريمة
- ذا منتاليست
- بن 10: إليين فورس
- اكذب علي
- بن 10: ألتيمت إليين
- القتل
- دروب ديد ديفا
- بن 10: أومنيفرس
- مراهقو التايتانز أنطلق
- سلاحف النينجا
- نقطة عمياء

### ألعاب فيديو
- بن 10 إليين فورس: فلغاكس أتاكس
- بن 10 إليين فورس: ذا رايز أوف هيكس
- بن 10 ألتيمت إليين: كوسمك دستراكشن
- ذا لاست أوف أس
- إنفيموس فيرست لايت

## روابط خارجية
- أشلي جونسون على موقع IMDb (الإنجليزية)
- أشلي جونسون على موقع ميتاكريتيك (الإنجليزية)
- أشلي جونسون على موقع روتن توميتوز (الإنجليزية)
- أشلي جونسون على موقع قاعدة بيانات الأفلام العربية
- أشلي جونسون على موقع ألو سيني (الفرنسية)
- أشلي جونسون على موقع ميوزك برينز (الإنجليزية)
- أشلي جونسون على موقع أول موفي (الإنجليزية)
- أشلي جونسون على موقع قاعدة بيانات الأفلام السويدية (السويدية)
- أشلي جونسون على موقع إن إن دي بي (الإنجليزية)
- أشلي جونسون على موقع قاعدة بيانات الفيلم (الإنجليزية)